# 科爾法克斯縣 (新墨西哥州)
科爾法克斯縣（英語：Colfax County）是位於美国新墨西哥州東北部的一個縣，北鄰犹他州，面積9,759平方公里。根據2020年美國人口普查，共有人口12,387人。縣治拉頓（Raton）。該縣成立於1869年1月25日，縣名紀念第十七任美国副总统斯凯勒·科尔法克斯（Schuyler Colfax）。